# From Afar (Lied)
From Afar ist ein Song der finnischen Folk-/Viking-Metal-Band Ensiferum. Es ist zusammen mit Into Hiding die erste Single-Auskopplung des gleichnamigen Albums From Afar und erschien am 24. August 2009 durch Spinefarm Records. Die Single ist ausschließlich als kostenpflichtiger Download über Online-Musikdienste wie den iTunes Store erhältlich, und wurde nie auf CD gepresst.

## Entstehungsgeschichte
Die Aufnahmen zu From Afar und dem Amorphis-Cover Into Hiding fanden, zusammen mit den übrigen Liedern von From Afar, von April bis Mai 2009 in den Petrax und E-Major Studios in Finnland statt. Produziert wurden die Lieder von Tero Kinnunen (u. a. Nightwish) und Janne Joutsenniemi. Letzterer war auch Produzent von Victory Songs. Abgemischt wurden sie von Hiili Hiilesmaa (u. a. HIM) in den Coalhole Studios, gemastert von Svante Forsbäck in den Chartmakers Studio.

## Titelliste
Alle Arrangements durch Ensiferum, alle Orchester Arrangements durch Mikko P. Mustönen.
| # | Titel                        | Komposition      | Text        | Länge |
| - | ---------------------------- | ---------------- | ----------- | ----- |
| 1 | From Afar                    | Toivonen/Hinkka  | Hinkka      | 4:51  |
| 2 | Into Hiding (Amorphis Cover) | Holopainen/Laine | Traditional | 3:49  |

## Stil
Wie auch das ganze Album From Afar ist das Titellied kompositorisch nicht mehr mit den älteren Werken Ensiferums vergleichbar. Das Lied weist einen starken Progressive-Metal-Einfluss auf, beinhaltet aber auch epische Orchesterarrangements.

## Gastmusiker
- Flöte: Mikko P. Mustonen
- Nyckelharpa: Lassi Logren
- Kantele: Timo Väänänen
- Querflöte, Tin Whistle, Blockflöte: Tobias Tåg
- Mandoline, Mandola: Olli Varis
- Blockflöte: Jenni Turku
- Klavier: Olli Ahvenlahti
- Hintergrundgesang: Jukka-Pekka Miettinen

## Kritik
Das Lied From Afar wurde in vielen Rezensionen sehr gelobt. Der Autor Eckart von metal.de bezeichnet das Lied als eine für Ensiferum typische „Heroen-Hymne“ mit „[f]lotte[n] Doublebass-Drums, melodisch riffende[n] Gitarren, […] kraftvoll-fauchende[m] [Gesang und] gemischte[m] Chor“. Noch positiver formuliert es Steffen M. von metal1.info:

„[…] From Afar [wartet] mit massiver Power, einer majestätischen Melodie und recht unverhohlenem Bombast auf. Die orchestrale Begleitung und die Chöre gereichen dem Symphonic Metal zur Ehre. Dass die Nummer aber keineswegs in Pomp versinkt, dafür sorgen der wuchtige Up-Tempo-Rhythmus, die druckvollen Gitarren und kraftvollen Growls. Ich muss überlegen, wann ich zum letzten Mal solch eine geniale Vereinigung von Dynamik und Bombast gehört habe. Ich komme zum Entschluss: noch nie!“